# ماراكوس
بلدية ماراكوس (بالإسبانية: Marracos) هي بلدية تقع في مقاطعة سرقسطة.  التابعة لمنطقة أراغون شمال شرق إسبانيا.

## الديموغرافيا
بلغ عدد سكان بلدية ماراكوس 110 نسمة عام 2011 (وفقاً للمعهد الوطني الإسباني للإحصاء).
| 130 | 128 | 121 | 112 | 114 | 104 | 110 |